# Enunciazione
L'enunciazione è l'atto attraverso il quale si realizza il concreto impiego della lingua in un contesto comunicativo.

## Descrizione
In ogni comunicazione, sia orale che scritta, sono presenti un enunciato e un'enunciazione. L'enunciato è il risultato linguistico, cioè la parola pronunciata o il testo scritto, mentre l'enunciazione è l'atto linguistico attraverso il quale gli elementi del linguaggio sono impiegati dall'enunciatore in vista di un risultato. È l'enunciatore che conferisce significato alle parole della lingua.
L'enunciato è di natura materiale. Di conseguenza, è percepibile da almeno uno dei cinque sensi (l'udito nel caso della comunicazione orale, la vista nel caso di quella scritta), ed è anche riproducibile, sia oralmente che per iscritto, ed anche con tutte le moderne tecnologie, come la registrazione, analogica o digitale.
Al contrario, l'enunciazione è un fenomeno prettamente immateriale e, pertanto, molto più difficile da individuare e descrivere. Consiste infatti in un atto individuale e unico. L'enunciazione, per sua natura, non può essere riprodotta.

## L'enunciazione in linguistica
Da un punto di vista prettamente linguistico, si potrebbe affermare che solo l'enunciato possa essere oggetto di studio e di analisi. In realtà non è così. A partire dagli anni quaranta del XX secolo l'enunciazione è entrata a far parte del repertorio degli studi linguistici. Il primo studioso che se ne è occupato diffusamente è stato il francese Émile Benveniste (1902-1976), attraverso numerosi articoli scritti tra il 1946 e il 1970.
Lo studioso francese fu il primo a parlare di enunciazione come di un evento, cioè qualcosa che succede, che accade, in un determinato tempo e in un determinato luogo. Benveniste, riprendendo la classica opposizione saussureana langue/parole, teorizzò che l'enunciazione è la struttura di mediazione che converte la langue (il sistema della lingua) in parole (il discorso preso in carico individualmente).
Nell'atto enunciativo sono sempre presenti: 
- un parlante (enunciatore), che è il soggetto dell'enunciazione;
- un destinatario (enunciatario), che è presente implicitamente nel discorso, cui è indirizzata la frase proferita dal parlante.

Un altro punto fermo dell'analisi di Benveniste è che il testo conserva al suo interno le tracce dell'enunciazione .
Tali tracce sono individuabili in elementi linguistici quali: 
- i pronomi personali. La categoria della soggettività si articola in io/tu vs. egli.
- i dimostrativi (o deittici): qui/lì vs. là;
- le forme avverbiali.

L'«io», il «qui» e l'«ora» che si incontrano nel discorso, rappresentano il soggetto, lo spazio e il tempo dell'enunciazione.
Attraverso lo studio dell'enunciazione, Benveniste giunge alla conclusione che lo studio del linguaggio debba implicare una dimensione intersoggettiva che ad esso è intrinseca. Il linguaggio è contemporaneamente: a) un sistema di regole e codici prestabilito socialmente; b) la sua attualizzazione in un atto individuale di produzione di parola.
(E. Benveniste 1956a (tr. it. 1971, pag. 305).)

## L'enunciazione in semiotica
La riflessione sull'enunciazione coinvolge molti livelli della teoria semiotica: dai suoi aspetti sintattici, semantici e pragmatici, alle sue implicazioni socioculturali.
In semiotica l'istanza dell'enunciazione ha un'importanza fondamentale: tale atto rende conto della trasformazione della forma paradigmatica del linguaggio nella forma sintagmatica.

### La semiotica generativa
La definizione della linguistica: 
«con l'enunciazione si realizza il passaggio dalle virtualità della lingua all'enunciato-discorso», vista da una prospettiva generativa, diventa: 
«l'enunciazione è l'istanza semiotica responsabile del passaggio dalle strutture semio-narrative alle strutture discorsive».
In semiotica generativa, quindi, l'enunciazione è un'operazione di attualizzazione. Enunciatore ed enunciatario sono definiti gli attanti dell'enunciazione.
Secondo Algirdas Julien Greimas, l'enunciazione non è pertinente alla teoria semiotica: l'atto concreto di produzione del senso, di per sé, è inattingibile all'analisi. Ciò che si può analizzare è il simulacro di quell'enunciazione. Anche i soggetti dell'enunciazione sono presenti nel testo meramente sotto forma di simulacri.
La semiotica generativa riprende le tre categorie «io», «qui» e «ora» di Benveniste. L'enunciatore, nel suo «fare enunciazionale», introduce le categorie paradigmatiche della persona, dello spazio e del tempo, in forma sintagmatica nell'enunciato. Attraverso tali categorie un testo diventa autonomo rispetto all'atto di enunciazione. Greimas definisce questo processo débrayage (disinnesco).
Classificazione delle forme di débrayage:
- spaziale: proiezione nel discorso del luogo dell'enunciazione. Qui vs. altrove.
- temporale: proiezione nel discorso del momento dell'enunciazione. Concomitanza vs. Non concomitanza.
- attoriale (o attanziale): proiezione della soggettività
  - "enunciativo": l'istanza dell'enunciazione proietta nell'enunciato soggetti diversi da sé (terza persona);
  - "enunciazionale": il soggetto dell'enunciazione proietta nell'enunciato simulacri di se stesso (prima persona). Nel discorso troviamo i simulacri "io" e "tu" degli attanti dell'enunciazione. Quest'ultimo tipo di débrayage è definito anche enunciazione enunciata.

È possibile anche il processo inverso, ovvero il ritorno all'istanza dell'enunciazione, denominato embrayage (rinnesco). Con l'embrayage si ripristina nel testo la manifestazione della soggettività e delle categorie spaziali e temporali dell'enunciazione.

## L'enunciazione in un testo scritto
(E. Benveniste, 1970 (tr. it. 1985, pp. 105-106.)
L'enunciatore di un testo scritto è l'autore. Per logica conseguenza, l'enunciatario è il lettore empirico. Rispetto all'enunciazione verbale, il rapporto tra autore e lettore si configura in maniera diversa. 
L'autore non presenta alcuna evidenza pratica: è meramente presunto dal lettore, che ricostruisce la sua figura partendo dalle tracce da lui lasciate nel testo. Si possono avere nel testo sia la presenza delle marche dell'autore sia le marche del lettore empirico (se si tratta di racconti, si parla di narratore e narratario).
La ricostruzione sarà diversa se il lettore conosce la biografia dell'autore; sarà ulteriormente diversa se il lettore conosce personalmente l'autore. Ecco perché in un testo letterario vi è la possibilità di costruire una pluralità di piani d'enunciazione .

## L'enunciazione in un testo visivo
Anche in un testo non verbale è possibile rintracciare il sistema pronominale della lingua con i suoi simulacri dell'io/tu e della terza persona. Nel caso di un testo visivo, come fa presente Fabbri , si può ritrovare il soggetto di un quadro che guarda nella direzione dello spettatore. È questo il caso della pittura vascolare greca analizzata da Louis Marin. In essa il personaggio della Gorgone, a differenza degli altri che si guardano tutti tra di loro, sembra dare del "tu" a chi osserva il quadro fissandolo dritto negli occhi. Anche all'interno di un testo audio-visivo si possono identificare le tracce dell'enunciazione: con l'inquadratura soggettiva il regista permette allo spettatore di guardare attraverso gli occhi dell'attore. Stessa cosa con lo sguardo in camera, dove, come nella pittura greca, avviene un'interpellazione diretta dell'osservatore. Non solo gli sguardi rappresentano le marche dell'enunciazione in un testo visivo, ma anche i gesti dei soggetti dipinti o inquadrati (si pensi al gesto dell'indicare che impone una direzione alla sguardo del pubblico), le posture o ancora la variazione del tono di voce.

### In francese
di Émile Benveniste
- Structure des relations de personne dans le verbe, in B.S.L., XLIII, n. 1, n. 1966, 1946,  p. 126.
- La phrase nominale, in B.S.L., XLVI, n. 1, n. 1966, 1950,  p. 132.
- Remarques sur la fonction du langage dans la découverte freudienne, in La psychanalise, I, n. 1966, 1956,  pp. capitolo VII.
- La nature des pronoms, La Haye, Mouton, 1956. (nel libro For Roman Jakobson, 1966)
- De la subjectivité dans le langage, in Journal de Psychologie, luglio-settembre 1966, 1958,  pp. capitolo XXI.
- Les verbes délocutifs, in Mélanges Spitzer, 1958,  pp. 57-63.
- Les relations de temps dans le verbe français, in B.S.L., LIV, n. 1, n. 1966, 1959,  pp. capitolo XI.
- Les niveaux de l'analyse linguistique, Proceedings of the 19th international congress of linguistics, La Haye, Mouton, 1962.
- La forme et le sens dans le language, La Haye, Mouton, 1962. (nel libro Le Langage, 1967)
- La philosophie analytique et le langage, in Les études philosophiques, n. 1966, 1963,  pp. capitolo XXII.
- Le langage et l'expérience humaine, in Diogène, n. 1974, 1965,  pp. capitolo IV.
- Sémiologie de la langue, in Semiotica, n. 1974, 1969,  pp. capitolo III.
- L'appareil formel de l'énonciation, in Langages, n. 1974, 1970,  pp. capitolo V.

### In italiano
- Émile Benveniste, Problemi di linguistica generale, Milano, Il Saggiatore, 1971. (ed. or. Problèmes de linguistique générale, 1966, Gallimard)
- Émile Benveniste, Problemi di linguistica generale 2, Milano, Il Saggiatore, 1985. (ed. or. Problèmes de linguistique générale. II, 1974, Gallimard)
- Fabbri P., La svolta semiotica, Roma-Bari, Laterza, 1998.
- Algirdas Greimas, Joseph Courtés, Semiotica. Dizionario ragionato della teoria del linguaggio, Firenze, La Casa Usher, 1986. (ed. or. Sémiotique. Dictionnaire raisonné de la théorie du langage, 1979, Hachette)
- Magli P., Semiotica. Teoria, metodo, analisi, Venezia, Marsilio, 2005.
- Giovanni Manetti, La teoria dell'enunciazione. Le origini del concetto e alcuni più recenti sviluppi, Siena, Protagon, 1998.
- Giovanni Manetti, L'enunciazione. Dalla svolta comunicativa ai nuovi media, Milano, Mondadori Università, 2008.